# NHL-Spieler des Monats

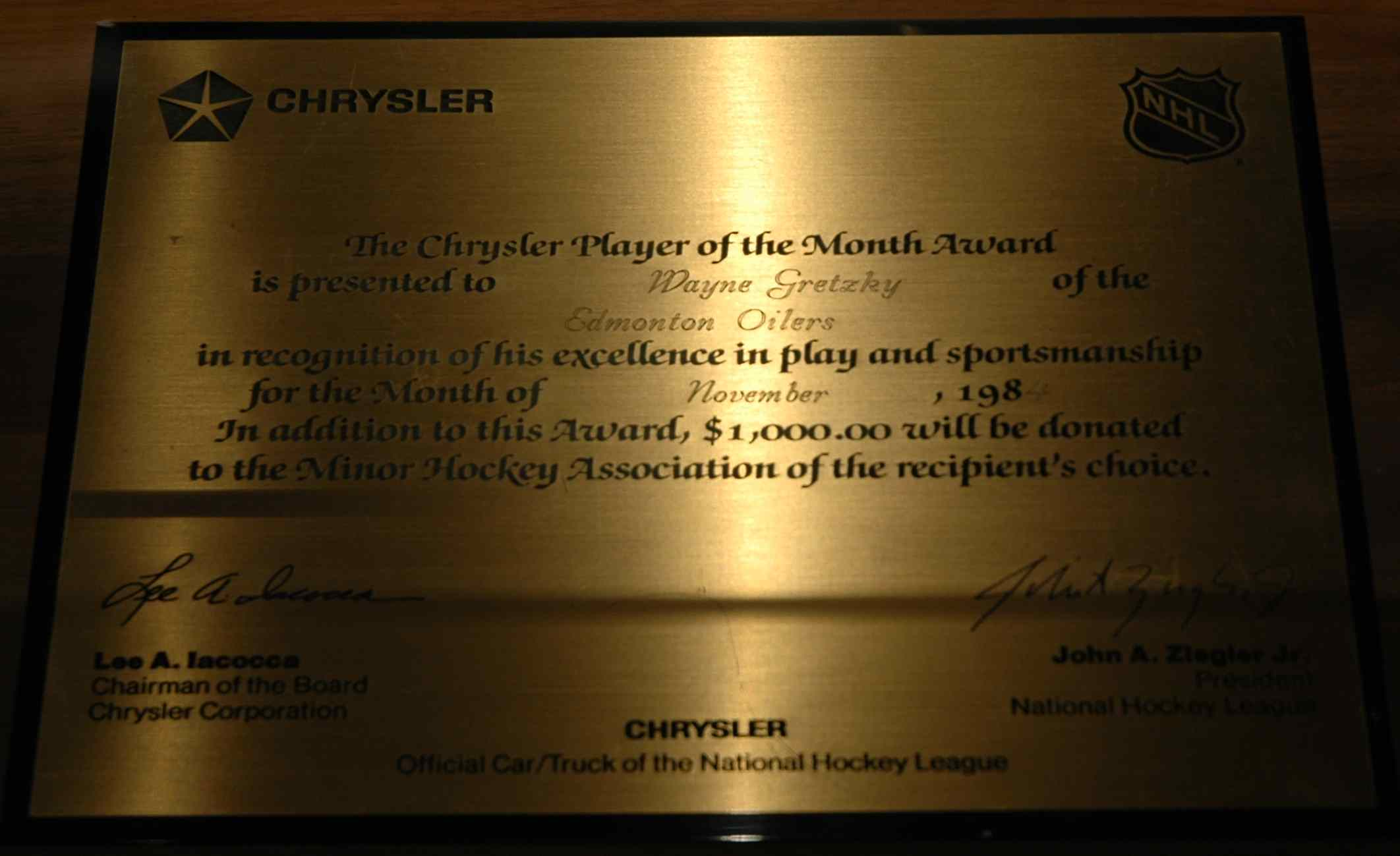
Eine Auszeichnung von Wayne Gretzky aus dem November 1984 hängt in der Hockey Hall of Fame in Toronto

Die Auszeichnung zum NHL-Spieler des Monats wird seit der Saison 1987/88 verliehen.
Der erste Gewinner war im Oktober 1987 mit Alain Chevrier, dem Torwart der New Jersey Devils, ein eher unbekannter, doch gleich im Monat danach wurde mit Wayne Gretzky ein Superstar ausgezeichnet. Dreimal teilten sich zwei Spieler diese Auszeichnung.
In den Spielzeiten 2003/04 und 2005/06 wurden jeweils ein offensiver und ein defensiver Spieler ausgezeichnet. Mit 13 Auszeichnungen ist Mario Lemieux der erfolgreichste Spieler überhaupt. Gefolgt wird er von seinem ehemaligen Teamkameraden Jaromír Jágr, der ebenso wie Alexander Owetschkin neunmal gewinnen konnte. Im März 1990 war Wjatscheslaw Fetissow der erste Europäer, der diese Auszeichnung erhielt.
Seit 1991 wird auch der beste Nachwuchsspieler als NHL-Rookie des Monats ausgezeichnet.

## Gewinner der Auszeichnung
| Jahr     | Oktober                             | November                         | Dezember                         | Januar                              | Februar                          | März                             | April                            |
| -------- | ----------------------------------- | -------------------------------- | -------------------------------- | ----------------------------------- | -------------------------------- | -------------------------------- | -------------------------------- |
| 2024/25  | Cale Makar                          | Martin Nečas                     | Nathan MacKinnon                 | David Pastrňák                      | Nathan MacKinnon                 | Jack Eichel                      |                                  |
| 2023/24  | Jack Hughes                         | Nikita Kutscherow                | Nathan MacKinnon                 | Nathan MacKinnon                    | Auston Matthews                  | Connor McDavid                   | –                                |
| 2022/23  | Connor McDavid                      | Jason Robertson                  | Alexander Owetschkin             | Jack Hughes                         | Connor McDavid                   | Connor McDavid                   | –                                |
| 2021/22  | Alexander Owetschkin                | Leon Draisaitl                   | Auston Matthews                  | Jonathan Huberdeau                  | Mitchell Marner                  | Roman Josi                       | Steven Stamkos                   |
| 2020/211 | –                                   | –                                | –                                | Connor McDavid (North)              | Auston Matthews                  | Connor McDavid                   | Auston Matthews                  |
| 2020/211 | –                                   | –                                | –                                | James van Riemsdyk (East)           | David Pastrňák                   | Sidney Crosby                    | Brad Marchand                    |
| 2020/211 | –                                   | –                                | –                                | Joe Pavelski (Central)              | Patrick Kane                     | Aleksander Barkov                | Sebastian Aho                    |
| 2020/211 | –                                   | –                                | –                                | Anže Kopitar (West)                 | Logan Couture                    | Philipp Grubauer                 | Nathan MacKinnon                 |
| 2019/20  | John Carlson                        | Connor McDavid                   | Jonathan Huberdeau               | Alexander Owetschkin                | Leon Draisaitl                   | –                                | –                                |
| 2018/19  | Mikko Rantanen                      | Patrik Laine                     | Nikita Kutscherow                | Johnny Gaudreau                     | Nikita Kutscherow                | Connor McDavid                   | –                                |
| 2017/18  | Steven Stamkos                      | Nathan MacKinnon                 | Tuukka Rask                      | Jewgeni Malkin                      | Eric Staal                       | Connor McDavid                   | –                                |
| 2016/17  | Connor McDavid                      | Pekka Rinne                      | Sergei Bobrowski                 | Jewgeni Kusnezow                    | Jonathan Toews                   | Nikita Kutscherow                | –                                |
| 2015/16  | Jamie Benn                          | Patrick Kane                     | Johnny Gaudreau                  | Jewgeni Kusnezow                    | Ryan Getzlaf                     | Sidney Crosby                    | –                                |
| 2014/15  | Corey Perry                         | Mark Giordano                    | Ryan Getzlaf                     | Alexander Owetschkin                | Devan Dubnyk                     | Andrew Hammond                   | –                                |
| 2013/14  | Alexander Steen                     | Patrick Kane                     | Patrick Kane                     | Anton Chudobin                      | –2                               | Jarome Iginla                    | –                                |
| 2012/13  | keine Vergabe wegen des Lockouts    | keine Vergabe wegen des Lockouts | keine Vergabe wegen des Lockouts | Craig Anderson                      | Steven Stamkos                   | Sidney Crosby                    | Alexander Owetschkin             |
| 2011/12  | Phil Kessel                         | Tim Thomas                       | Jewgeni Malkin                   | John Tavares                        | Mike Smith                       | Ilja Brysgalow                   | –                                |
| 2010/11  | Steven Stamkos                      | Sidney Crosby                    | Sidney Crosby                    | Patrice Bergeron                    | Jonathan Toews                   | Corey Perry                      | –                                |
| 2009/10  | Craig Anderson                      | Jarome Iginla                    | Henrik Sedin                     | Alexander Owetschkin                | –2                               | Lee Stempniak                    | –                                |
| 2008/09  | Alexander Sjomin                    | Alexander Owetschkin             | Tim Thomas Manny Fernandez       | Jamie Langenbrunner                 | Ilja Kowaltschuk                 | Cam Ward                         | –                                |
| 2007/08  | Henrik Zetterberg                   | Ilja Kowaltschuk                 | Jason Spezza                     | Alexander Owetschkin                | Jewgeni Malkin                   | Alexander Owetschkin             | –                                |
| 2006/07  | Ryan Miller                         | Teemu Selänne                    | Jarome Iginla                    | Dany Heatley                        | Henrik Zetterberg                | Peter Budaj                      | –                                |
| 2005/06  | Manny Legace Eric Staal             | Marty Turco Daniel Alfredsson    | Mathieu Garon Jaromír Jágr       | Martin Brodeur Alexander Owetschkin | –2                               | Ray Emery Jaromír Jágr           | –                                |
| 2004/05  | keine Vergabe wegen des Lockouts    | keine Vergabe wegen des Lockouts | keine Vergabe wegen des Lockouts | keine Vergabe wegen des Lockouts    | keine Vergabe wegen des Lockouts | keine Vergabe wegen des Lockouts | keine Vergabe wegen des Lockouts |
| 2003/04  | Nikolai Chabibulin Ilja Kowaltschuk | Martin Brodeur Robert Lang       | Miikka Kiprusoff Pawel Dazjuk    | Wade Redden Martin St. Louis        | Jewgeni Nabokow Martin St. Louis | Chris Osgood Scott Gomez         | –                                |
| 2002/03  | Mario Lemieux                       | Dan Cloutier                     | Todd White                       | Marty Turco                         | Peter Forsberg                   | Nikolai Chabibulin               | –                                |
| 2001/02  | Chris Osgood                        | Jarome Iginla                    | Steve Sullivan                   | Markus Näslund                      | Jewgeni Nabokow                  | Sean Burke                       | –                                |
| 2000/01  | Sean Burke                          | Joe Sakic                        | Donald Audette                   | Mario Lemieux                       | Alexei Kowaljow                  | Jaromír Jágr                     | –                                |
| 1999/00  | Michail Schtalenkow                 | Jaromír Jágr                     | Pawel Bure                       | Olaf Kölzig                         | Jarome Iginla                    | Joe Sakic                        | –                                |
| 1998/99  | Artūrs Irbe                         | Eric Lindros                     | Dominik Hašek                    | Patrick Roy                         | Teemu Selänne                    | Jaromír Jágr                     | Byron Dafoe                      |
| 1997/98  | Mike Modano                         | Martin Brodeur                   | Dominik Hašek                    | Paul Kariya                         | Dominik Hašek                    | Jaromír Jágr                     | Joe Nieuwendyk                   |
| 1996/97  | John Vanbiesbrouck                  | Jaromír Jágr                     | Mike Richter                     | Mario Lemieux                       | Brendan Shanahan                 | Mike Modano                      | Ron Tugnutt                      |
| 1995/96  | Eric Lindros                        | Mario Lemieux                    | Mark Messier                     | Theoren Fleury                      | Peter Forsberg                   | Jim Carey                        | Paul Kariya                      |
| 1994/95  | keine Vergabe wegen des Lockouts    | keine Vergabe wegen des Lockouts | keine Vergabe wegen des Lockouts | keine Vergabe wegen des Lockouts    | Jaromír Jágr                     | Jim Carey                        | Paul Coffey                      |
| 1993/94  | Félix Potvin                        | Mike Richter                     | Sergei Fjodorow                  | Cam Neely                           | Patrick Roy                      | Pawel Bure                       | Brendan Shanahan                 |
| 1992/93  | Mario Lemieux                       | Jari Kurri                       | Mario Lemieux Ed Belfour         | Alexander Mogilny Teemu Selänne     | Steve Yzerman                    | Mario Lemieux                    | –                                |
| 1991/92  | Kirk McLean                         | Kevin Stevens                    | Mario Lemieux                    | Andy Moog Pat LaFontaine            | Luc Robitaille                   | Mario Lemieux                    | –                                |
| 1990/91  | John Vanbiesbrouck                  | Pete Peeters                     | Tom Barrasso                     | Wayne Gretzky                       | Brett Hull                       | Kelly Hrudey                     | –                                |
| 1989/90  | Wayne Gretzky                       | Andy Moog                        | Bill Ranford                     | Brett Hull                          | Paul Coffey                      | Wjatscheslaw Fetissow            | –                                |
| 1988/89  | Mario Lemieux                       | Steve Yzerman                    | Mario Lemieux                    | Mike Vernon                         | Patrick Roy                      | Mario Lemieux                    | –                                |
| 1987/88  | Alain Chevrier                      | Wayne Gretzky                    | Steve Yzerman                    | Tom Barrasso                        | Mark Messier                     | Mario Lemieux                    | –                                |

1 In der Spielzeit 2020/21 wurde ausschließlich divisionsintern gespielt, sodass man für jede der Divisionen einen Spieler kürte.

2 keine Vergabe wegen der Olympischen Winterspiele in Sotschi (2014), Vancouver (2010) und Turin (2006)